# Полынь беловойлочная
Полы́нь белово́йлочная (лат. Artemisia hololeuca) — многолетнее растение, вид рода Полынь (Artemisia) семейства Астровые (Asteraceae).

## Ботаническое описание

### Морфология
Полынь беловойлочная — невысокий (15—35 см высотой) полукустарничек с одревесневающими основаниями побегов, весь беловатый от густых паутинистых волосков. Корень толстый, деревянистый. Вегетативные побеги многочисленные, укороченные, густо облиственные. Плодоносящие побеги более длинные и слабее облиственные, восходящие, ребристые.
Листья на бесплодных побегах и нижние на плодоносящих длиной 2,5—6 см, на длинных черешках, овальные или продолговатые в очертании, дважды перисторассечённые с продолговато-линейными плоскими дольками длиной 2—6 мм, шириной около 1 мм. Средние стеблевые листья просто перистые, а самые верхние — цельные, линейные.
Цветёт в июне — августе. Соцветие — узкая пирамидальная метёлка, состоящая из колокольчатых корзинок. Краевые цветки в корзинках пестичные, малочисленные (4—6 штук), с узкотрубчатым венчиком. Цветки диска (20—24 штук) обоеполые, с коническим венчиком.
Семена продолговато-яйцевидные, плосковатые, гладкие, длиной до 1,5 мм.

### Экология и распространение
Редкий вид, сокращающийся в численности. Внесён в Красную книгу России. В России встречается на юго-востоке Белгородской, юге Воронежской, западе Волгоградской и Ростовской областей. За пределами России произрастает на Украине в бассейне реки Северский Донец.
Ксерофит, растущий изолированными группами на выходах коренных плотных слоёв мела. Размножается семенами и вегетативно.

## Классификация

### Таксономия
Полынь беловойлочная входит в род Полынь (Artemisia) семейства Астровые (Asteraceae) порядка Астроцветные (Asterales)
|  |                                      |  |                                                             |                                                             |                    |  | ещё 12 семейств (согласно Системе APG II) | ещё 12 семейств (согласно Системе APG II) |                          |  |  |  | ещё от 200 до 400 видов |
|  |                                      |  |                                                             |                                                             |                    |  | ещё 12 семейств (согласно Системе APG II) | ещё 12 семейств (согласно Системе APG II) |                          |  |  |  | ещё от 200 до 400 видов |
|  |                                      |  |                                                             | порядок Астроцветные                                        |                    |  |                                           |                                           | род Полынь               |  |  |  |                         |
|  |                                      |  |                                                             | порядок Астроцветные                                        |                    |  |                                           |                                           | род Полынь               |  |  |  |                         |
|  | отдел Цветковые, или Покрытосеменные |  |                                                             |                                                             | семейство Астровые |  |                                           |                                           | вид Полынь беловойлочная |  |  |  |                         |
|  | отдел Цветковые, или Покрытосеменные |  |                                                             |                                                             | семейство Астровые |  |                                           |                                           |                          |  |  |  |                         |
|  |                                      |  | ещё 44 порядка цветковых растений (согласно Системе APG II) | ещё 44 порядка цветковых растений (согласно Системе APG II) |                    |  |                                           | ещё около 900—1000 родов                  | ещё около 900—1000 родов |  |  |  |                         |
|  |                                      |  |                                                             | ещё 44 порядка цветковых растений (согласно Системе APG II) |                    |  |                                           |                                           | ещё около 900—1000 родов |  |  |  |                         |